# Wojna o sukcesję głogowską
Wojna o sukcesję głogowską – toczona w latach 1476–1482 po bezpotomnej śmierci księcia Henryka XI ostatniego z Piastów głogowskich.

## Początek batalii o sukcesję głogowską

### Walka o spuściznę po Henryku XI
W XIV dokonano ścisłego podziału księstwa głogowskiego na część królewską i książęcą. Od 1384 r. w dziedziczne lenno książęta cieszyńscy otrzymali królewską część księstwa głogowskiego. Centrum administracyjnym części książęcej był Kożuchów, natomiast w zamku głogowskim siedzibę mieli książęta cieszyńscy.
22 lutego 1476 roku zmarł bezdzietnie w Kożuchowie książę głogowski Henryk XI, władający książęcą częścią księstwa głogowskiego. Henryk XI był żonaty z 12 letnią w chwili swojej śmierci, córką władcy brandenburskiego Albrechta Achillesa, Barbarą, na rzecz której dokonał dwóch zapisów. Według pierwszej umowy, podpisanej 9 lipca 1472 roku w Cölln (miasto) nad Szprewą, Barbara w wypadku śmierci Henryka powinna otrzymać w zamian za wniesione 6 tysięcy guldenów posagu miasta Kożuchów razem z zamkiem oraz okolicznymi wsiami i Zieloną Górę (miasto i wsie). Druga umowa, zawarta 12 października 1472 roku w Berlinie, na żądanie elektora, gwarantowała Barbarze, że w przypadku śmierci Henryka XI bez męskiego potomka cała spuścizna jej przypadnie.
Kiedy zmarł Henryk, margrabia Jan zajął zbrojnie najważniejsze miasta księstwa. Namiestnikiem księstwa został Otton Schenk. W stosunku do przedstawicieli szlachty, miast i duchowieństwa głogowskiego realizowana była polityka faktów dokonanych. Prawa Barbary do spadku zostały wymuszone na szlachcie całego księstwa.
Działanie zbrojne elektora wywołały szybkie reperkusje. Ze swoimi prawami do dziedzictwa po Henryku XI wystąpili teraz Maciej Korwin, bratankowie Henryka XI Jan II żagański, Wacław (synowie Jana I, brata Henryka IX i X) oraz Władysław II Jagiellończyk, który zaślubił per procura wdowę po Henryku XI. Wacław szybko zrzekł się swoich praw do spadku po wuju za cenę 400 guldenów. Natomiast Jan II Szalony kategorycznie odmówił przyjęcia rekompensaty za zrzeczenie się swoich roszczeń do księstwa. Nieudana próba mediacji pomiędzy Janem II a Brandenburgią prowadzona przez książąt saskich, a także odbyty bez efektu zjazd delegatów obu stron w Jutriboku (Jüterbog) w Saksonii 10 czerwca 1476, stanowią o bezwzględnym stanowisku Jana II wobec sukcesji głogowskiej. Nie przyniosły pozytywnych rezultatów również rokowania Brandenburgii z namiestnikami króla Macieja Korwina, Steinem i Zapolyą, celem odstąpienia księstwa Marchii. Jan II w tym samym czasie odbył bez powodzenia podróże do Saksonii, Polski i Czech, poszukując potencjalnych sojuszników.

### Wojna z Brandenburgią
Przypuszczalnie w końcu sierpnia Jan przybył na dwór węgierski, gdzie otrzymał od Korwina, z początku wprawdzie nieoficjalnie, przyrzeczenie nadania księstwa oraz wsparcie pieniężne, za pomocą których zaczął od września szykować się do ataku na Głogów.
Jan II Szalony (Jan II żagański), który po sprzedaży Żagania dysponował sporą sumą, wykorzystując poparcie i dodatkową pomoc finansową króla Węgier, zagrożonego utratą wpływów na tym obszarze Śląska, Macieja Korwina, oraz przy poparciu kurii papieskiej, pod koniec listopada 1476 roku rozpoczął działania zbrojne przeciwko wojskom elektora przebywającym na terenie księstwa głogowskiego.
Jan II siłą podporządkował sobie miasta księstwa, które nie chciały złożyć mu hołdu. 11 grudnia zdobyta została bez walki Szprotawa, a następnego dnia Kożuchów, lecz bez zamku, 13 grudnia opanował Zieloną Górę, Sulechów i Świebodzin (w tym samym czasie nie czekając na przyjazd księcia, uznały jego zwierzchnictwo), zaś mimo oblężenia w dniach 14–16 grudnia nie powiodło się Janowi II zdobycie Krosna Odrzańskiego. Po początkowych sukcesach doszło bez żadnych rozstrzygnięć do rokowań z Brandenburgią, przeprowadzonych w Spremberg. W związku z przekroczeniem terminu rozejmu, który minął 23 kwietnia, zostały wznowione działania wojenne.
Nieskuteczna okazała się w związku ze zmianą polityczną na Śląsku (wzrost poparcia dla Władysława przez książąt śląskich) pomoc Czechów dla brandenburczyków. W sierpniu 1477 roku pojawiło się pod Krosnem ponad tysiąc Czechów, ich obecność jednak nie zmieniła stanu posiadania w księstwie. Jan II nie dał się zaskoczyć działaniom zmierzającym do przejęcia przez oddziały czeskie Sulechowa, Świebodzina oraz Zielonej Góry. Udaremnił jednocześnie odsiecz margrabiego dla załogi zamku kożuchowskiego, wprawdzie sam zamek cały czas pozostawał obszarem brandenburskim na zdobytym przez księcia terytorium.
Doszło do kolejnego zawieszenia broni z Brandenburgią, które miało trwać do 16 października 1477 roku. Zawieszenie broni zostało zerwane działaniami Jana II, który pod koniec września skutecznie uderzył na Bytnicę oraz bez powodzenia na Krosno. 5 października natarł bez sukcesu na Frankfurt, jednak wziął do niewoli 400 żołnierzy niemieckich oraz wielu mieszczan, a także spustoszył ziemię torzymską. W drodze powrotnej ze szczęśliwie zakończonej wypraw na obszar Marchii Brandenburskiej, 27 października Jan II Szalony zdobył zamek w Kożuchowie, likwidując w ten sposób groźny sektor brandenburski w centrum księstwa. Pod koniec roku jeszcze raz została przeprowadzona wyprawa za Odrę, na tereny Brandenburgii, pustosząc miejscowości na północ od Chociebuża. Saksonia wykorzystując osłabienie Marchii zorganizowała również wyprawę pod Berlin i Frankfurt nad Odrą.
Jan II Szalony wykorzystując sytuację, że Maciej Korwin w tym okresie był uwikłany w konflikt z cesarzem, zadecydował zbliżyć się, do dworu polskiego. W liście napisanym w Szprotawie z 10 grudnia 1477 r. skierowanym do Kazimierza Jagiellończyka zaprezentował tok zdarzeń w walce o sukcesję głogowską. Żagański książę skarżył się na ekspansjonizm margrabiego, ofiarował swoje usługi Koronie i prosił o wsparcie. Odpowiedź króla polskiego na list Jana II nie jest znana.
Po tych zmaganiach kolejny raz doszło do zawieszenia broni do 23 kwietnia 1478 r. Już 27 kwietnia oddziały Jana rozpoczęły nękanie Marchii i zdobyły miasto Belitz położone o 3 mile od Poczdamu. Po tej wyprawie, na zwołanym 15 maja zjeździe przez Steina w Gubinie przedłużono zawieszenie do 24 sierpnia oraz dokonano wymiany jeńców.
Prawdopodobnie Jan II, chcąc uprzedzić działania elektora Albrechta Achillesa, rozpoczął pod koniec lipca działania zbrojne w okolicach Krosna Odrzańskiego. Po zaatakowaniu Krosna rozpoczął pustoszyć obszary brandenburskie na północ od Chociebuża. Dnia 12 sierpnia osobiście Korwin wypowiedział wojnę Brandenburgii, usprawiedliwiając to działanie niewywiązywaniem się przez margrabiego Jana z warunków umowy gubińskiej z 15 maja.
9 października odbyło się pierwsze otwarte starcie Jana żagańskiego z siłami brandenburskimi, które miało miejsce w pobliżu Krosna pod Gęstowcem. Każda strona konfliktu dysponowała około 4 tysiącami wojska. Bitwa ta skończyła się niezbyt pomyślnie dla księcia. Tabor księcia został rozbity i kilkuset wojowników zginęło lub dostało się do niewoli. Elektor brandenburski oszacował straty przeciwników na około 2000 poległych, zaś sam określił swoje straty na 200 zabitych.
Zwycięstwo Marchii nad Janem II zostało jednak przytłumione jej porażkami w walkach z oddziałami węgierskimi, ponieważ 9 grudnia 1478 roku dwutysięczna armia węgierska pod wodzą Jana Zelenaya rozbiła pod Mittenwalde wojska brandenburskie. Unicestwiony został wówczas doszczętnie oddział w liczbie 600 ludzi. Przed wspomnianą bitwą, armia Zelenaya wyrządziła sporo szkód na obszarze Marchii, pustosząc m.in. okolice Berlina.
Mimo klęski księcia Jana pod Gęstowcem kwestia sukcesji głogowskiej nadal pozostawała otwarta. Zagrożeniem dla Jana był bezpośredni udział w walce Macieja Korwina. Tajemnicą była odpowiedź na pytanie, jak wielce władca Węgier będzie się teraz liczył ze swoim obecnym sojusznikiem.

### Rokowania pokojowe
29 grudnia 1478 roku w Fürstenbergu w Dolnych Łużycach rozpoczęły się rokowania pokojowe. Jedną stronę reprezentował Maciej Korwin w osobie Jerzego Steina i wójta Łużyc Melchiora von Löbena i Jan II Szalony reprezentowany przez Apicjusza Kołę oraz licencjata Jana Furmana, a drugą stronę reprezentowała Brandenburgia w osobie księcia weimarskiego Wilhelma. W wyniku miesięcznych rokowań, 24 stycznia 1479 roku został podpisany przez Brandenburgię układ, w którym uwzględniono przede wszystkim jej roszczenia. Jan II, w którego rękach znajdował się gros księstwa, nie miał intencji zwracać tych terenów Marchii, a tym samym uznać praw Barbary. Nie zadowalała również księcia oferta potencjalnego odkupienia od wdowy części spadku. Dlatego też Jan II chętnie skorzystał z zapisu, że układ ma być zatwierdzony przez Macieja Korwina, i podjął działania w celu pozyskania korzystniejszych warunków. Prawdopodobnie pozyskał przychylność Korwina, ponieważ rokowania rozpoczęły się od nowa. Zostali zmienieni również rozjemcy. Z inspiracji Korwina w dalszych rozmowach w tej roli mieli brać udział biskup wrocławski oraz legat papieski. Maciej przedłużał równocześnie okres zawieszenia broni pomiędzy stronami, aby nie doszło do działań zbrojnych w czasie przeciągających się rozmów.
10 sierpnia sam Maciej Korwin zaangażował się w rokowania i zawarł z elektorem Albrechtem Achillesem w Ołomuńcu wstępny układ kończący wojnę o sukcesję głogowską. Król wyceniał księstwo głogowskie na 50 tysięcy florenów węgierskich, jak również potwierdził prawa Barbary do niego. Połowa wycenionej sumy miała być Barbarze wypłacona od razu, co się tyczy kolejnych 25 tysięcy, to później. W tym okresie margrabianka miała być władczynią Krosna, Bobrowic, Sulechowa i Świebodzina. Stein przedstawił Janowi postanowienia króla i 7 kwietnia 1481 roku uzyskał wstępną zgodę Jana II. Kiedy szczegółowo rok później rozwiązano problem zjednoczenia Głogowa, Jan urzędowo potwierdził swoją zgodę na przekazanie Brandenburgii wymienionych w układzie ołomunieckim miast, a sam przejął Głogów, Kożuchów, Szprotawę, Zieloną Górę, Bytom i Polkowice.
20 września 1482 roku w Kamieńcu Ząbkowickim został podpisany ostateczny traktat kończący wojnę z Brandenburgią. Roszczenia Barbary do spadku po Henryku XI zostały wycenione na 50 tysięcy florenów. Dodatkowo wdowa otrzymała Krosno Odrzańskie, Sulechów, Bobrowice i Lubsko wraz ze wszystkimi prawami, ze względu na brak wspomnianych pieniędzy od Korwina. Jednakże Korwin pozostawiał sobie prawo odkupienia od Barbary tych ziem za wymienioną sumę. Z tych terenów Barbara była zobowiązana złożyć hołd Korwinowi. Dodatkowo mieszkańcy Świebodzina sami wywalczyli sobie prawo pozostania w księstwie głogowskim. Przekazanie przyznanych terenów miało odbyć się na spotkaniu Jana II i Jana brandenburskiego w Gubinie, gdzie miała również nastąpić się wymiana jeńców. Obie strony sporu miały przyrzekać przestrzeganie zawartego pokoju i pod żadnym pretekstem nie rozpoczynać działań wojennych. Dodatkowo Jan II obiecał złożyć hołd Maciejowi z dostanych w dożywocie ziem i ze zjednoczonego Głogowa. Ziemie te miały powrócić do króla węgierskiego po śmierci Jana II.

## Wojna Jana II z Maciejem Korwinem

### Zjednoczenia stolicy księstwa głogowskiego

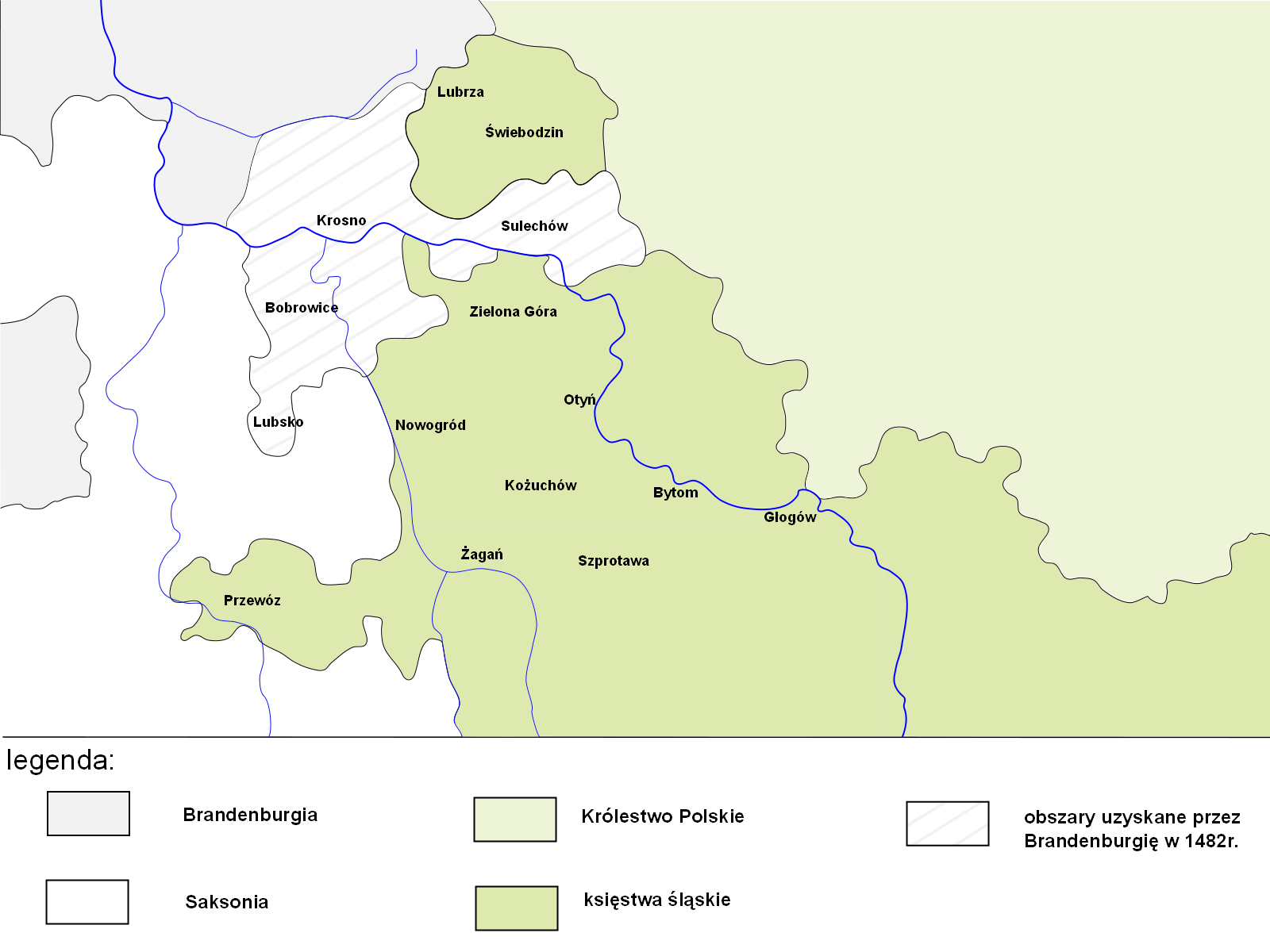
Wojna o Sukcesję Głogowską

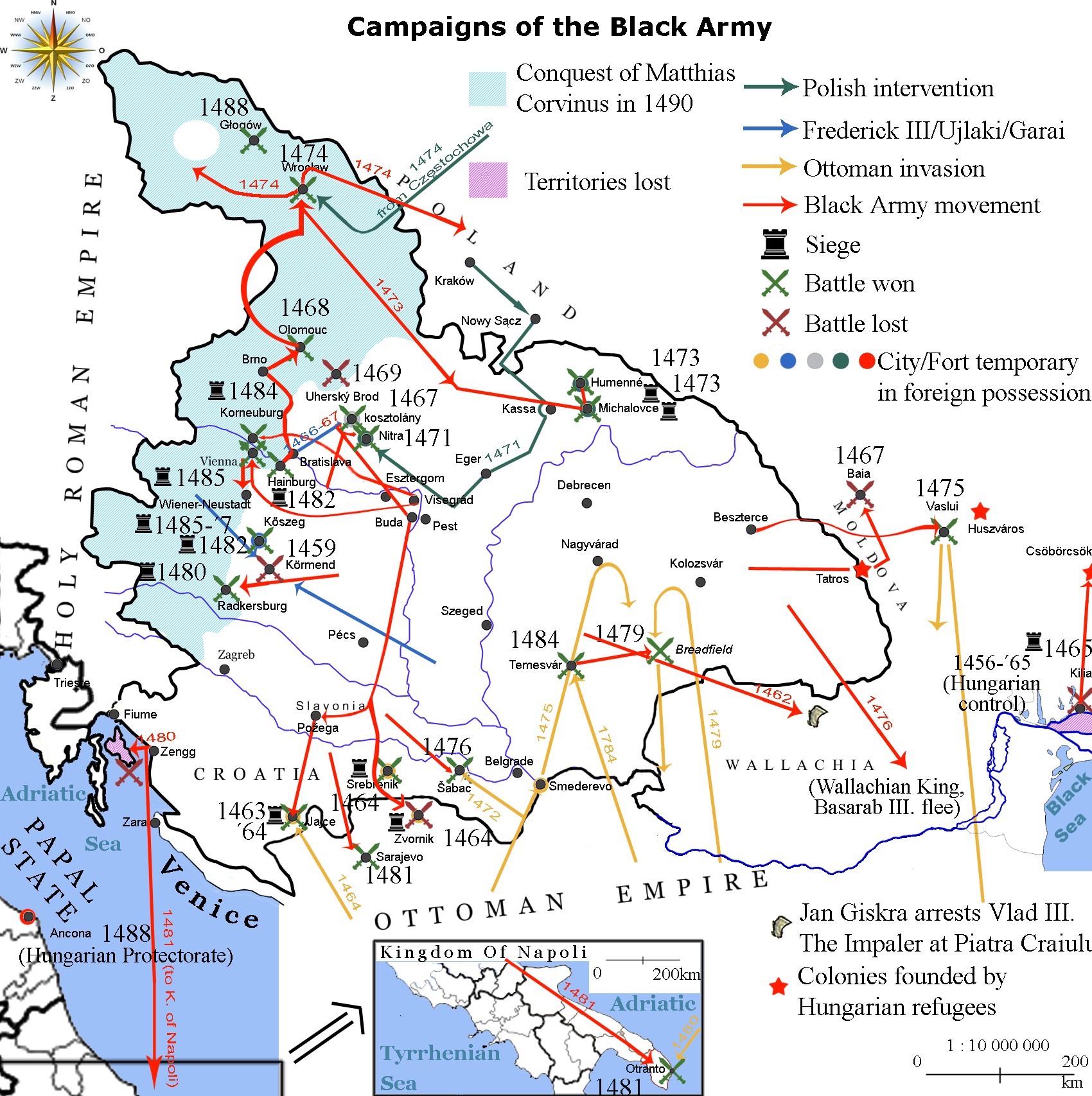
Wojny Macieja Korwina w latach 1458–1490

Europa pod koniec panowania Macieja Korwina

Jeszcze przed podpisaniem układu z Brandenburgią wystąpił pierwszy większy konflikt pomiędzy Maciejem i Janem II. Książę zadecydował doprowadzić do zjednoczenia Głogowa. W tym okresie władczynią połowy miasta była Małgorzata Cylejska, wdowa po księciu Władysławie (Włodku) głogowskim. Po śmierci Małgorzaty będąca w jej panowaniu część Głogowa miała stać się własnością Macieja Korwina.
10 października 1479 roku sukcesor Małgorzaty (jej bratanek, Kazimierz II cieszyński) zrzekł się swoich praw do miasta na rzecz Macieja. Za zrzeczenie się swych praw otrzymał część weichbildu kozielskiego oraz dodatkowo 2000 florenów węgierskich.
Pomimo że Jan II Szalony wiedział o tych układach, podjął kroki w celu zajęcia królewskiej połowy Głogowa. Wystąpił z żądaniami wobec Małgorzaty, prosząc ją, aby odstąpiła mu swoją połowę miasta. Księżna zgłosiła sprzeciw, informując, że jest tylko dożywotnią właścicielką miasta, a problem sukcesji po niej został już prawomocnie uregulowany. Wobec odmowy, Jan II pogroził rozpoczęciem działań wojennych. Małgorzata ufająca w pomoc bratanka w razie ewentualnego konfliktu, rozpoczęła przygotowania do obrony. Z końcem marca Jan rozpoczął działania zbrojne i szybko opanował miasto. Działania Jana zmierzające do zjednoczenia Głogowa zostały poparte przez większości mieszczan i to w dużej mierze zagwarantowało sukces księcia. Do 1 maja prowadził jeszcze zmagania z obroną zamku. W początkowym okresie konfliktu stany śląskie starały się nakłonić Jana II do zgody. W dniach 18–22 marca 1480 w Wysokiej Cerkwi został zwołany zjazd, na którym jako negocjatorzy wystąpili: Konrad Biały oleśnicki, legat papieski Rudolf, Fryderyk legnicki, oraz przedstawiciele Świdnicy, Wrocławia i inni przedstawiciele Śląska. Jan II odmówił przerwania walki, tłumacząc zgromadzonym, że przymuszony jest do przeciwdziałania, gdyż księżna Małgorzata zamierza oddać zamek głogowski Albrechtowi Achillesowi. Jan II również zwyciężył opodal Góry oddział dowodzony przez Kazimierza cieszyńskiego idący na pomoc Małgorzacie.
1 maja 1481 roku Małgorzata zdecydowała się na poddanie zamku. Jan II przyzwalał księżnej na pozostanie wraz z dworem na zamku, ona jednak nie skorzystała z oferty i wyjechała do Góry, gdzie próbowała jeszcze przez pewien czas prowadzić działania wojenne przeciwko Janowi II, które nie przyniosły jednak żadnych rezultatów.
Wskutek działań Jana doszło więc, po prawie 150 latach, do ponownego zjednoczenia stolicy księstwa głogowskiego. Jednakże książę znalazł się w dużych kłopotach. Wiedział, że jego działania nie były zgodne z wolą króla węgierskiego, wręcz naruszały jego interesy. Książę mógł się obawiać, że zostanie pozbawiony nie tylko zjednoczonego Głogowa, ale również wywalczonej w wojnie z Brandenburgią znacznej części księstwa głogowskiego. Niebawem Korwin podjął kroki w celu ukarania Jana II. Rozkazał stanom Śląska złapać księcia, przejąć jego ziemie i przyprowadzić go przed swoje oblicze. Ze względu na niechęć Ślązaków i Korwina do wojny, Jan II uzyskał dodatkowy czas na poszukanie drogi pojednania z królem. Apicjusz Koło, poseł księcia, przekonał Korwina, że książę nie miał złych zamiarów, jednocząc Głogów. Król węgierski wyznaczył Steina do zakończenia sporu.
W sprawie schedy po Henryku XI końcowe rozwiązanie przedstawiał układ kamieniecki, natomiast problem Głogowa rozstrzygał układ z 7 czerwca 1481 roku. Była to umowa pomiędzy Janem II a Kazimierzem cieszyńskim. Kazimierz II zrzekał się praw do Głogowa na rzecz Jana II, zaś po jego śmierci miasto miało całe przejść pod panowanie Macieja Korwina. Ponadplanowo Kazimierz miał dostać odszkodowanie pieniężne z dodatkowego podatku nałożonego na cały Śląsk. Kazimierz nigdy nie otrzymał żadnej kwoty odszkodowania.

### Przepadek księstwa głogowskiego

#### Konsekwencje zaręczyn Jana Korwina z Bianką Marią Sforzą
W 1485 roku odbyły się zaręczyny Jana Korwina z księżniczką mediolańską Bianką Marią Sforzą, córką Galeazza Marii Sforzy, księcia Mediolanu. Zawarta umowa ślubna stanowiła, że król węgierski uposaży swojego syna w Opawę, Głubczyce, Wodzisław, Toszek, Bytom, Racibórz, Koźle, Oleśnicę i księstwo głogowskie. Spisana umowa nie podawała daty potencjalnego przekazania tych ziem Janowi Korwinowi, lecz kiedy pod koniec 1485 roku została odebrana Wiktorynowi Podiebradowiczowi Opawa i oddana synowi Macieja Korwina, dysponenci pozostałych ziem wymienionych w umowie uposażenia mogli czuć się zagrożeni. Każdy bowiem obszar przeznaczony Janowi Korwinowi posiadał swoich właścicieli. Gros ziem znajdował się w rękach następców Jerzego z Podiebradów, a księstwo głogowskie było w posiadaniu Jana II.

#### Poszukiwanie sojuszników
Ze względu, że był to obszar najatrakcyjniejszy ze wszystkich wymienionych, Jan II Szalony mógł przewidywać, że Maciej Korwin nie będzie czekał na jego śmierć i pozbawi go dopiero co zdobytej sukcesji głogowskiej. Rozpoczął więc wyszukiwanie potencjalnych sojuszników w przyszłej walce z Maciejem. Mogli nimi być zagrożeni przez Macieja Podiebradowicze, książęta Jan i Mikołaj opolscy oraz książę oleśnicki Konrad Biały. W czerwcu 1487 roku wspomniani władcy utworzyli związek antykorwinowski, z początku mający charakter obronnym. Na zjeździe książęcym we Wrocławiu oficjalnie zawiadomili zgromadzonych o intencji wystąpienia przeciwko Korwinowi, Po zajęciu przez Macieja kolejnych terenów będących własnością Wiktoryna Podiebradowicza – otóż zamków w Sławonii, Jan II zadecydował poszukać mocniejszego poparcia. Wystąpił o pomoc do Władysława czeskiego. Jagiellończyk przedstawiał się jako ewentualny kandydat, gdyż plany sukcesyjne Macieja Korwina były niezgodne z zapisami traktatu ołomunieckiego. W przypadku gdyby Jan Korwin otrzymał od ojca koronę węgierską (a taka sposobność istniała), wtedy nadana mu część Śląska mogła całkiem odpaść od Korony Czeskiej i zapis mówiący o wykupie przestałby mieć znaczenie. Dlatego też Jan II zadecydował więc wydać swoje córki za synów Henryka Podiebrada, później zaś przekazać swoje prawa do księstwa głogowskiego zięciom. Podiebradowicze cieszyli się bowiem uznaniem u Władysława i Jan II wywnioskował, że te związki pozyskają pełną aprobatę Jagiellończyka. Książę wierzył, że kiedy dojdzie do konfliktu zbrojnego z Maciejem, Władysław udzieli mu pomocy, a on sam następnie uzna się lennikiem króla Czech.
Pod koniec 1487 roku książę zaczął realizować swój plan. Wtedy to ogłosił oficjalnie swaty swoich córek – Jadwigi i Anny, z synami Henryka Podiebrada – Jerzym i Karolem. Ceremonie ślubne odbyły się 6 stycznia 1488 roku. Uczestnictwo w nich wzięli reprezentanci książąt, szlachty i miast śląskich oraz goście zagraniczni. Po uroczystościach zaślubin Jan II zaprosił reprezentantów księstwa głogowskiego i powiedział im, że przekazuje swoje prawa do księstwa zięciom i dlatego domaga się od stanów złożenia hołdu lennego Podiebradowiczom. „Apelacja” Jana II została odrzucona, gdyż bardziej niż złości księcia głogowianie obawiali się zemsty ze strony Macieja Korwina. Książę kazał więc uwięzić niewygodnych i powołał nową, posłuszną sobie radę miasta. Jan II osadził ich w wieży, a potem, jak nadmieniono, zagłodził na śmierć, nie pozwalając się nawet nikomu wyspowiadać. Odwet spotkał także ławników, chociaż ci zachowali życie. Książę dokonał wyboru nowych ławników, których przymusił pod przysięgą, by dobrowolnie zrezygnowali ze wszystkich praw i wszystkich wsi oraz wszystkiego, co im zabierze, i przypieczętować to własnym dokumentem.

#### Działania zbrojne
W związku z działaniami Jana II, Stein zwołał do Wrocławia sejm, na którym rozkazał wszystkim śląskim sprzymierzeńcom Korwina przystąpić do przygotowań wojennych. Ogłosił jednocześnie zwiększenie podatków. Na sejmie obecni byli też Henryk Podiebrad i Jan II Szalony, dlatego Stein starał się namówić ich, aby anulowali umowy ślubne. Przyobiecał, że we własnej osobie wstawi się u króla węgierskiego i wybłaga przebaczenie Macieja dla Podiebrada i Jana II. Książęta nie przyjęli jednakże przedstawionych propozycji, dlatego Stein, kontynuował przygotowania do wojny. Liderem śląskich zwolenników Macieja został Fryderyk legnicki. Po powrocie z Wrocławia Henryk zmobilizował drużynę 1800 Czechów i na ich czele podążył do Głogowa. 9 lutego pod Świerzawą starł się z oddziałami Fryderyka legnickiego. Z walki wydostał się tylko Jerzy Podiebradowicz z niedużym oddziałem. 8 marca, zjawił się w Głogowie tysięczny oddział Czechów. Książęta śląscy, mając ufność, że pierwsze niepowodzenie sprawi, że Jan II będzie bardziej skory do kompromisu, zwołali kolejny zjazd do Wrocławia, który został przeniesiony do Legnicy. Jan II Szalony nie zrezygnował z działań wojennych przeciwko Maciejowi, uważając, że jest to jedyna droga utrzymania księstwa głogowskiego. Postawy księcia nie zmienił także przyjazd na Śląsk „czarnej roty” pod dowództwem Wilhelma von Tettaua. Jan II nasilił przygotowania Głogowa do obrony oraz odprawił żonę wraz z córkami do Świebodzina. 5 maja 1488 roku Fryderyk legnicki starał się ostatni raz nakłonić Jana do ugody. Wystąpił z propozycją spotkania w Wysokiej Cerkwi, którą wystosował do księcia, Steina, Tettaua oraz przedstawicieli Wrocławia, Świdnicy, Jawora i Ścinawy. Na spotkaniu Tettau przekonywał, że jeżeli Jan pojedzie na Węgry i osobiście przebłaga Macieja, to uzyska darowanie win, a być może „pomnożenie dziedzictwa”. Jan jednak, tak samo jak poprzednio, nie zdecydował się na pokazanie pokory przed Maciejem. Być może książę sądził, iż pozyska pomoc Władysława Jagiellończyka, jak również Sasów oraz miast łużyckich.
W związku z niepowodzeniami misji Fryderyka wojska węgierskie rozpoczęły w połowie maja działania zbrojne, od oblężenia Głogowa. Okazało się, że miasto zostało dobrze przygotowane do obrony przez Jana II. Wojska węgierskie, pomimo posiadania machin oblężniczych oraz innego sprzętu wojskowego, jak również dodatkowych oddziałów wojska, przez ponad pół roku nie zdołały złamać oporu obrońców. Długotrwałe oblężenie powodowało jednak, że głogowianom zaczęło nie wystarczać żywności. Jan II starał się rozwiązać ten problem poprzez często urządzane udane wypady na obszary księstw należących do sojuszników Korwina, aby ściągnąć do miasta żywność. Aby zmniejszyć w Głogowie liczbę osób, które trzeba było wyżywić, zarządził opuszczenie miasta przez kobiety, dzieci i zakonników. 14 czerwca książę wyjechał z Głogowa i przybył do Szprotawy, gdzie oczekiwał przybycia Podiebradowiczów z wojskiem czeskim. Szprotawa stała się też punktem centralnym wszystkich zwolenników Jana II. Z niej też książę organizował wypady w celu nękania wrogów. W miarę sposobności posyłał posiłki, amunicję i żywność oblężonym w Głogowie. Kiedy jednakże Węgrzy zacieśnili oblężenie, przestało to być możliwe. Oczekiwana odsiecz armii czeskiej została mocno przetrzebiona w bitwie pod Tomaszowem Górnym – 27 lipca 1488 roku. Do Szprotawy przybyły tylko pozostałości z trzytysięcznej armii czeskiej. Podiebradowicze starli się pod Tomaszowem z „czarną rotą” von Tettaua oraz z nowymi przybyłymi na Śląsk posiłkami węgierskimi pod dowództwem barona Jana Haugwitza i Jana Trnka. Pomimo że Węgrzy również ponieśli straty, to jednak ocalałe w bitwie wojska udały się pod Głogów aby wzmocnić oblegających, a przede wszystkim zacieśnić oblężenie. Miało to olbrzymie znaczenie, ponieważ krytycznie pogorszyło zaopatrzenie miasta, a to spowodowało głód i zarazę. Obrońców podtrzymywała tylko wiara przybycia z pomocą ze strony Władysława Jagiellończyka.
Sam Jan II stracił wiarę, że przybędą następne czeskie wojska, po tym jak oddziały Trnka wspierane wojskami saskimi napadły na posiadłości Henryka Podiebrada – Ziębice i Ząbkowice. Czesi uczestniczyli w obronie tych terenów. Po przegranej z Węgrami ocalałe wojska czeskie powróciły do kraju, nie udzielając już pomocy Janowi II. Uczyniły tylko dodatkowe szkody w księstwie, ponieważ w drodze powrotnej złupiły okolice Szprotawy.
Pomimo że Jan II Szalony dysponował jeszcze dosyć liczebnymi oddziałami, nie postanowił przebijać się do Głogowa. Zadecydował wierne sobie wojska porozsyłać po miastach księstwa, a samemu jednemu udać się na dwór polski 55. Kiedy od Kazimierza Jagiellończyka nie uzyskał żadnej określonej obietnic, od września do listopada rozpoczął podróżować po dworach śląskich, ufając, że znajdzie pomoc w walce przeciwko Maciejowi. Dodatkowo odwiedził też miasta łużyckie oraz Sasów, ale wszędzie bezowocnie.
16 listopada Głogowianie nie doczekawszy się pomocy zdecydowali się poddać miasto. Pod koniec października Głogów ukradkiem opuścili Apicjusz Koło i Jerzy Podiebrad. 18 listopada 1488 roku mieszkańcy Głogowa złożyli hołd Maciejowi, który w jego imieniu przyjął Wilhelm von Tettau. Najemnicy czescy uzyskali pozwolenie na swobodnie opuszczenie miasta. Mimo zdobycia Głogowa, to pozostałe miasta księstwa głogowskiego nadal zostawały w rękach Jana II. Dlatego też Wilhelm von Tettau wkrótce po zhołdowaniu Głogowa opuścił miasto i przystąpił do oblężenia Szprotawy.
Szprotawa poddała się dopiero 25 grudnia, a sam zamek 3 stycznia 1489 roku. 25 XI wojska Haugwitza rozpoczęły oblężenie Kożuchowa, które zdobyto już 29 listopada, ale bez zamku, który skapitulowała dopiero na początku stycznia 1489 roku. Po Kożuchowie, 14 grudnia, Haugwitz zdobył Zieloną Górę, a 15 stycznia zdobyto miasto Świebodzin. 17 stycznia natomiast zdobyto zamek świebodziński.
W Świebodzinie gościła Katarzyna, żona Jana II wraz z córkami. Po zdobyciu miasta przez wojska węgierskie Maciej nie zezwolił jej pozostać w Świebodzinie, toteż udała się do swojej matki do Ścinawy.
Na początku stycznia 1489 roku Węgrzy opanowali wszystkie miasta księstwa głogowskiego. Wierni Janowi II dowódcy wspierali swojego pana i działali przeciwko Maciejowi lub jego śląskim zwolennikom. Nickel Rechenberg najeżdżał tereny księstwa legnickiego, a Bernard Przymke pustoszył okolice Świdnicy, Jawora i Strzegomia. Uprzednio wymienione załogi zamków broniły się jeszcze nawet po ukaraniu Jana II przez Korwina.
Pozycja Jana II nie była jednak najlepsza. Kiedy okazało się, że Jan II nie może liczyć na żadne wsparcie, książę wystąpił do Korwina z prośbą o pokój. Wysłał do króla węgierskiego bardzo służalczy list, ale Korwin tym razem nie planował odpuścić Janowi II i postanowił go wzorowo ukarać.

#### Układ z Wiednia
28 grudnia 1488 roku w Wiedniu Korwin narzucił Janowi II układ, który nakładał zrzeczenie się przez księcia, w imieniu własnym, jak i swoich spadkobierców, księstwa głogowskiego oraz dodatkowo przyrzec, że nie będzie uzurpował sobie żadnych praw w odniesieniu do utraconych terenów. Wszystkie zamki księstwa głogowskiego zostały przekazane pod administrację wyznaczonego przez Korwina pośrednika. Książę Jan II nie miał w żaden sposób wspierać swoich poddanych, którzy nie będą woleli zakończyć wojny pomimo zawartego przez ich władcę pokoju. Obie strony przyobiecały uwolnić przetrzymywanych jeńców. Załogi broniące miast i zamków pozyskały prawo nieograniczonego opuszczenia ich z ewentualnością zabrania całego ekwipunku. Żona Jana II dostała przyzwolenie na zabranie osobistych rzeczy i klejnotów. Książę przyobiecał również nakłonić swoich dotychczasowych sprzymierzeńców, aby zostali dobrymi poddanymi króla Korwina. Jednocześnie towarzysz walki Jana II w wojnie z Korwinem, Henryk Podiebrad, utracił na rzecz Korwina Ziębice i Ząbkowice, jednak obaj władcy mieli dostać za utracone księstwa rekompensatę w wysokości 40 tysięcy złotych. Kwota miała być zapłacona w dwóch transzach po 20 tysięcy. Pokarani zostali też pozostali książęta ze związku antykorwinowskiego: Konrad Biały utracił księstwo oleśnickie, zaś książęta opolscy Jan i Mikołaj zachowali ziemie, ale zostali zobligowani do wypłacenia Janowi II 20 tysięcy złotych przyobiecanych przez króla węgierskiego. Traktat wiedeński kończy etap starć Jana II o utrzymanie sukcesji głogowskiej.